# HMS Penzance (L28)
«Пензанс» (англ. HMS Penzance (L28)) — військовий корабель, шлюп типу «Гастінгс» Королівського військово-морського флоту Великої Британії за часів Другої світової війни.

## Історія створення
Шлюп «Пензанс» був закладений 29 липня 1929 року на верфі військово-морської бази у Девонпорті. Спущений на воду 10 квітня 1930 року, вступив у стрій 15 січня 1931 року.

## Історія служби
Після вступу у стрій «Пензанс» ніс службу у Перській затоці, а потім у Червоному морі. На його борту імператор Ефіопії Хайле Селассіє I здійснив візити в Аден та Джибуті. У липні-серпні 1934 року брав участь у рятувальній операції шлюпа «Гастінгс», який сів на мілину. У грудні 1935 року корабель був переданий до  складу Африканської станції. У травні 1938 року корабель повернувся до метрополії та увійшов до складу ескадри охорони риболовлі.
У червні 1939 року «Пензанс» переданий до складу Північноамериканської та Західно-Індійської станції. У вересні 1939 - березні 1940 років базувався на Тринідаді, де вів патрулювання навколишніх вод. Згодом перейшов на Бермуди, де супроводжував конвої.
15 серпня 1940 року вирушив з Канади до Великої Британії у складі конвою SC 1. 24 серпня за 700 миль на південний захід від Ісландії був торпедований та потоплений німецьким підводним човном U-37. Зі 104 членів екіпажу загинуло 89, ще один згодом помер від ран.